# Hagafors en Harkeryd
Hagafors en Harkeryd (Zweeds: Hagafors och Harkeryd) is een småort in de gemeente Vaggeryd in het landschap Småland en de provincie Jönköpings län in Zweden. Het småort heeft 101 inwoners (2005) en een oppervlakte van 26 hectare. Eigenlijk bestaat het småort uit twee plaatsen: Hagafors en Harkeryd. Het småort wordt omringd door zowel landbouwgrond als bos en moerasachtig gebied, ook grenst de plaats aan een soort rivier/water. In Hagafors was tussen 1863 en 1967 een fabriek gevestigd die stoelen produceerde. De plaats Vaggeryd ligt zo'n vijftien kilometer ten noordwesten van Hagafors en Harkeryd.